# Bernard Diomède
Bernard Diomède (* 23. Januar 1974 in Saint-Doulchard) ist ein ehemaliger französischer Fußballspieler, der während seiner aktiven Karriere im Jahr 1996 mit AJ Auxerre das französische Double gewann und mit der französischen Nationalmannschaft zwei Jahre später bei der Fußball-Weltmeisterschaft 1998 den Titelgewinn mit der Équipe Tricolore schaffte.

## Spielerkarriere

### Verein
Bernard Diomède begann seine Karriere in der Jugend von AJ Auxerre, für dessen Profiteam er im Jahr 1992 in der Ligue 1 debütierte. In seiner ersten Spielzeit absolvierte er sieben Partien für die Burgunder und verbuchte dabei keinen Torerfolg. In der darauffolgenden Saison fiel es ihm schwer, sich in die Mannschaft zu spielen und erhielt nur zwei weitere Einsätze. Bereits in seiner dritten Spielzeit bei Auxerre, schaffte er sich als Stammspieler aufzudrängen und bestritt 26 Partien und markierte drei Treffer. In der folgenden Saison 1995/96 etablierte er sich endgültig als Flügelspieler bei Auxerre. Mit 9 Toren in 33 Partien hatte er einen Anteil am Erfolg der Burgunder, die im Jahr 1996 erstmals die französische Meisterschaft gewannen und mit dem Coupe de France de football sogar das nationale Double holten. 
Diomède blieb noch vier weitere Jahre in Auxerre, konnte mit der Mannschaft allerdings nicht mehr an diese Erfolge anknüpfen. Im Sommer 2000 transferierte er für 3 Millionen Pfund in die englische Premier League zum FC Liverpool. In Liverpool gelang es ihm nie, sich durchzusetzen und konstante Leistungen wie in Auxerre abzurufen. In 2½ Jahren lief er nur in zwei Ligapartien für die Reds auf und wurde im Januar 2003 zurück nach Frankreich zum AC Ajaccio verliehen. Bei den Korsen fand er dank der erhaltenen Spielpraxis seine Form wieder und spielte sich in die Stammformation. 
Ajaccio nahm Diomède nach Auslaufen der Leihfrist für ein Jahr fest unter Vertrag und der Flügelspieler erzielte in 32 Partien sieben Treffer in der Ligue 1. Danach wurde er vom Zweitligisten US Créteil unter Vertrag genommen. Nach zwölf Partien und vier erzielten Toren, verließ er den Verein wieder und unterschrieb bei Clermont Foot. Beim Drittligisten Clermont konnte er nicht mehr an seine frühere Leistungen anknüpfen und erhielt nach dem Ende der Saison 2005/06 keinen weiterlaufenden Vertrag. Nachdem er keinen neuen Verein gefunden hatte, beendete er seine aktive Karriere.

### Nationalmannschaft
Bernard Diomède debütierte im Jahr 1998 für die französische Fußballnationalmannschaft. Nachdem er fünf Freundschaftsspiele bestritt und ohne Torerfolg geblieben war, wurde er in der französischen Auswahl für die Fußball-Weltmeisterschaft 1998 aufgeboten. Er wurde in den beiden Gruppenspielen am 18. Juni 1998 gegen Saudi-Arabien und am 24. Juni 1998 gegen Dänemark von Beginn an als Flügelspieler eingesetzt. Die Achtelfinal-Partie vier Tage später gegen Paraguay, in der er nach 77 Minuten für Stéphane Guivarc’h ausgewechselt wurde, war zugleich seine letzte Partie für Frankreich. Am 12. Juli 1998 gewann Frankreich das Endspiel gegen Brasilien und Diomède wurde Weltmeister.

## Trainerkarriere
Diomède studierte nach der Spielerlaufbahn am Zentrum für Recht und Ökonomie des Sports der Université de Limoges und machte einen Trainerschein. 2008 gründete er mit seiner Ehefrau die Fußballschule „Académie Diomède“. Im September 2015 wurde er Cheftrainer der französischen U17-Nationalmannschaft. Im August 2016 übernahm er die U18-Nationalmannschaft als Trainer, im Sommer 2017 trat er das Amt bei der U19-Auswahl an und wechselte im August 2018 auf den Trainerposten bei der U20-Nationalmannschaft.